# Dogali (1885)
Dogali – włoski mały krążownik pancernopokładowy z końca XIX wieku. Budowany w stoczni brytyjskiego koncernu Armstronga w Elswick dla marynarki wojennej Grecji, pod nazwą "Salamis", nie został przez nią odebrany. Wystawiony w ofercie publicznej, został zaakceptowany i w 1887 roku zakupiony dla Regia Marina, pod nazwą "Angelo Emo", wkrótce zmienioną na "Dogali", dla uczczenia ofiar bitwy pod Dogali. Pod banderą włoską służył do 1908 roku, gdy został z kolei zakupiony przez flotę Urugwaju. Pod nazwami "24 de Agosto" i "Montevideo" był użytkowany do 1914 roku, a po wycofaniu z linii użytkowany jako hulk aż do złomowania w 1931 roku.

## Zamówienie i budowa
W 1884 roku Grecja złożyła w stoczni Armstrong Mitchell w Elswick zamówienie na niewielki krążownik pancernopokładowy o silnym jak na owe czasy uzbrojeniu i znacznej prędkości, dostosowany do działania na ograniczonym akwenie Morza Egejskiego. Plany okrętu nakreślił znany projektant William Henry White. Stępkę pod jednostkę, której nadano numer stoczniowy 482, położono 12 lutego 1885 roku. Równo dziesięć miesięcy później krążownik wodowano, nadając mu nazwę "Salamis". W 1886 roku, w trakcie zaawansowanych prac wykończeniowych, Grecja zrezygnowała z przejęcia okrętu, co zmusiło koncern Armstronga do wystawienia go na sprzedaż w ofercie publicznej. Skorzystały z niej Włochy, również potrzebujące krążowników o zbliżonych parametrach dla swojej marynarki, operującej głównie na Morzu Śródziemnym. Po niewielkich zmianach konstrukcyjnych zawarto transakcję, i za cenę 156 000 funtów Regia Marina wzbogaciła się o nową jednostkę. Banderę włoską podniesiono na okręcie 16 lutego 1887 roku, nadając mu nazwę "Angelo Emo", dla uczczenia Angelo Emo, weneckiego admirała z XVIII wieku. Wkrótce potem, jeszcze przed faktycznym rozpoczęciem służby, co nastąpiło 28 kwietnia tegoż roku, nazwę zmieniono na "Dogali".

## Opis konstrukcji
Krążownik miał typowy dla konstrukcji swoich czasów kształt kadłuba, z taranowym dziobem i krążowniczą rufą, gładkim pokładem z żółwiową dziobówką i niewysokimi nadbudówkami. Posiadał dwa maszty bojowe, na których możliwe było rozpinanie pomocniczego ożaglowania. Na marsach zainstalowane były obrotowe stanowiska bojowe, wyposażone w kartaczownice Gatlinga. Opancerzenie składało się z pokładu pancernego grubości 25 mm (jednego cala), ze skosami grubymi na 51 mm (2 cale). Załoga według etatów włoskich wynosiła 12 oficerów oraz 232 podoficerów i marynarzy.
Napęd stanowiły dwie poziome maszyny parowe potrójnego rozprężania, co było nowością, zastosowaną po raz pierwszy w konstrukcjach okrętowych tamtych czasów. Parę dostarczały cztery kotły parowe o podwójnym froncie. Spaliny były odprowadzane przez dwa charakterystyczne, wysokie na niemal 15 m, lekko pochylone do tyłu kominy. Projektowana moc maszyn wynosiła 5000 hp, na próbach osiągnięto 7197 ihp z przeforsowaniem, co dało prędkość maksymalną 19,66 węzła przy 152 obrotach śrub na minutę i ciśnieniu roboczym pary 6,3 at. Okręt mógł zabierać 430 ton węgla, co pozwalało przepłynąć 4000 mil morskich z prędkością ekonomiczną 10 węzłów. Producentem maszyn było przedsiębiorstwo Hawthorn, Leslie & Co. z Newcastle.
Główne uzbrojenie składało się z sześciu dział kal. 152 mm, ustawionych parami, obok siebie, na pokładach dziobowym i rufowym oraz pojedynczo na sponsonach na burtach śródokręcia na wysokości drugiego komina. Były to działa konstrukcji Armstronga, odtylcowe, o długości lufy 40 kalibrów, z tarczami przeciwodłamkowymi. Uzbrojenie uzupełniało dziewięć dział kal. 57 mm na wózkach, sześć działek maszynowych Gardnera oraz kartaczownice Gatlina na stanowiskach na masztach. Przez pewien czas na okręcie zainstalowane było również pojedyncze działo kal. 75 mm. Ponadto krążownik posiadał cztery nadwodne wyrzutnie torpedowe kal. 356 mm, stałą w stewie dziobowej i trzy obrotowe, na burtach i rufie.

## Przebieg służby
Pierwszym dowódcą "Dogali" był Capitano di fregata (komandor podporucznik) Roberto De Luca, który przeprowadził okręt z Wielkiej Brytanii do Neapolu. Wkrótce potem okręt został przebazowany na Morze Czerwone, odwiedzając po drodze liczne porty Morza Śródziemnego. Po krótkim pobycie na wodach włoskich w lecie 1888 roku, powrócił w rejon Afryki Wschodniej, dołączając do brytyjsko-niemieckiej blokady Zanzibaru, mającej na celu wymuszenie na miejscowym sułtanie zaprzestania handlu niewolnikami. Do Włoch okręt powrócił w marcu 1889 roku.
Od kwietnia do czerwca 1890 roku "Dogali" w składzie zespołu floty patrolował wybrzeża Lewantu, w październiku tegoż roku odbył kurtuazyjną wizytę w Lizbonie. W następnym roku ponownie działał na wodach lewantyńskich. 22 lipca 1892 roku krążownik wypłynął z La Spezia, by przez Kadyks udać się do Ameryki Południowej. W lipcu 1893 roku kolejnym dowódcą okrętu został Capitano di fregata Augusto Aubry. "Dogali" powrócił do Włoch w maju 1894 roku i został skierowany do stoczni remontowej. W latach 1895−1896 ponownie służył na Morzu Czerwonym, w 1897 roku był w składzie dywizjonu włoskiego, obecnego na uroczystościach odsłonięcia pomnika generała Granta w Nowym Jorku. W następnych latach ponownie działał na Oceanie Atlantyckim, w rejonie Ameryki Południowej i wysp Morza Karaibskiego. Pod koniec 1904 roku, po remoncie i krótkiej służbie na Morzu Śródziemnym, został ponownie wysłany do portów Ameryki Środkowej i Południowej. Podczas pobytu u brzegów Brazylii wpłynął w głąb Amazonki, latem 1905 roku wizytował Stany Zjednoczone, zaś w roku następnym popłynął przez Cieśninę Magellana na Ocean Spokojny i wzdłuż wybrzeży Ameryki do Vancouver.
Na przełomie 1907 i 1908 roku marynarka włoska postanowiła sprzedać wysłużoną jednostkę. Zaoferowano ją flocie Urugwaju, poszukującego wzmocnień w odpowiedzi na zbrojenia Argentyny i Brazylii. Formalne zdjęcie włoskiej bandery odbyło się 16 stycznia 1908 roku. W służbie urugwajskiej krążownik nosił początkowo nazwę "24 de Agosto", następnie "Montevideo". W 1914 roku został rozbrojony i wycofany z linii, jednak aż do sprzedania na złom w 1931 roku był jeszcze wykorzystywany w charakterze hulku szkolnego.